# Xenotoca
Xenotoca – rodzaj ryb karpieńcokształtnych z rodziny żyworódkowatych (Goodeidae).

## Klasyfikacja
Gatunki zaliczane do tego rodzaju:
- Xenotoca eiseni – ksenotoka[3]
- Xenotoca melanosoma
- Xenotoca variata